# Hammarglo
Hammarglo is een plaats in de gemeente Mönsterås in het landschap Småland en de provincie Kalmar län in Zweden. De plaats heeft 91 inwoners (2005) en een oppervlakte van 18 hectare.